# Impasse em Be'eri e Ofakim
Um impasse entre o Hamas e Israel em Be'eri e Ofakim começou em 7 de outubro de 2023, depois que esses locais foram capturados pelo Hamas durante a Operação Tempestade de Al-Aqsa (em árabe: عملية طوفان الأقصى), que marcou o início do conflito Gaza-Israel de outubro de 2023. Reféns foram feitos em ambas as cidades, forçando as Forças de Defesa de Israel a iniciar um impasse com o Hamas.

## Visão geral
Be'eri é um kibutz estabelecido em 1946 como parte de um plano estratégico mais amplo para defender um futuro estado israelense contra ataques vindos do Egito. Antes de outubro de 2023, o assentamento tinha 1.200 habitantes e era a maior vila do Conselho Regional de Eshkol.

## Conflito
O Hamas entrou em Be'eri em 7 de outubro após romper as defesas de fronteira israelenses ao redor da Faixa de Gaza. Outro grupo militante palestino, o DFLP, declarou que suas tropas (organizadas como Brigadas de Resistência Nacional) também estavam combatendo as Forças de Defesa de Israel (IDF) em Be'eri. Após a captura completa da vila, os militantes do Hamas foram de casa em casa, tentando entrar e capturar os habitantes locais. Eles também atiraram em prédios e os incendiaram, matando vários moradores. Os combatentes do Hamas estavam acompanhados de uma equipe de câmera e jornalistas que documentaram o ataque e o enalteceram como uma vitória palestina. No geral, os militantes do Hamas fizeram reféns cerca de 50 pessoas em uma sala de jantar em Be'eri e sequestraram outros para a Faixa de Gaza. Quando as forças de segurança israelenses contra-atacaram, foram forçadas a um impasse para evitar a morte dos reféns. Durante o impasse, vídeos surgiram de Be'eri mostrando os reféns sendo conduzidos descalços por uma rua da cidade pelos militantes do Hamas. Aproximadamente 18 horas após o início do impasse, canais de TV israelenses informaram que os reféns mantidos na sala de jantar em Be'eri haviam sido libertados. No entanto, as forças de segurança continuaram a vasculhar a vila em busca de membros do Hamas.
Perto de Ofakim, policiais liderados pelo Superintendente-Chefe Jayar Davidov enfrentaram militantes palestinos em um tiroteio; Davidov e três de seus homens foram mortos. Na cidade de Urim, um subúrbio de Ofakim, dois israelenses foram resgatados pelas Forças de Defesa de Israel. Durante o resgate, quatro militantes do Hamas foram mortos e três soldados das Forças de Defesa de Israel ficaram feridos.